# National Provincial Championship Division 2 1995
La National Provincial Championship Division 2 1995 fue la vigésima edición de la segunda división del principal torneo de rugby de Nueva Zelanda.

## Sistema de disputa
El torneo se disputa en formato todos contra todos a una sola ronda, los primeros cuatro clasificados al finalizar la fase regular clasifican a semifinales, los ganadores de estas clasifican a la final, el equipo que gana la final se corona campeón y asciende directamente a Primera División.
El equipo que termina en último lugar desciende directamente a la Tercera División.

## Campeonato
Tabla de posiciones
| Pos. | Equipo           | Encuentros | Encuentros | Encuentros | Encuentros | Tantos | Tantos | Tantos | PB | PB | Puntos |
| Pos. | Equipo           | PJ         | PG         | PE         | PP         | F      | C      | Dif    | BO | BD | Puntos |
| ---- | ---------------- | ---------- | ---------- | ---------- | ---------- | ------ | ------ | ------ | -- | -- | ------ |
| 1.º  | Northland        | 8          | 8          | 0          | 0          | 351    | 101    | +250   | 0  | 0  | 32     |
| 2.º  | Bay of Plenty    | 8          | 6          | 0          | 2          | 314    | 152    | +162   | 0  | 1  | 25     |
| 3.º  | Taranaki         | 8          | 6          | 0          | 2          | 441    | 191    | +250   | 0  | 0  | 24     |
| 4.º  | Hawke's Bay      | 8          | 5          | 0          | 3          | 242    | 196    | +46    | 0  | 0  | 20     |
| 5.º  | Manawatu         | 8          | 4          | 0          | 4          | 258    | 165    | +93    | 0  | 3  | 19     |
| 6.º  | Wairarapa Bush   | 8          | 4          | 0          | 4          | 248    | 238    | +10    | 0  | 0  | 16     |
| 7.º  | South Canterbury | 8          | 2          | 0          | 6          | 135    | 303    | -168   | 0  | 2  | 10     |
| 8.º  | Nelson Bays      | 8          | 1          | 0          | 7          | 115    | 436    | -321   | 0  | 1  | 5      |
| 9.º  | Mid Canterbury   | 8          | 0          | 0          | 8          | 130    | 335    | -205   | 0  | 1  | 1      |

|  | Semifinalistas.               |
|  | Desciende a Tercera División. |

### Semifinales
| 7 de octubre | Northland | 36 - 6 | Hawke's Bay |  |  |

| 8 de octubre | Bay of Plenty | 12 - 37 | Taranaki |  |  |

### Final
| 14 de octubre | Northland | 18 - 22 | Taranaki |  |  |

| Bandera de Nueva Zelanda |
| Campeón Taranaki         |
| Cuarto título            |